# Tuấn Anh (ca sĩ sinh 1948)
Tuấn Anh (sinh năm 1948) là một ca sĩ người Mỹ gốc Việt, với các thể loại nhạc trữ tình, tình khúc 1954–1975 và nhạc vàng. Ông được biết đến với phong cách thời trang và trình diễn được cho là "lập dị", "khác người" và từng bị nghi ngờ về mặt giới tính, mặc dù đã lập gia đình và có con cháu. 
Sinh ra tại Sài Gòn, Tuấn Anh từng theo học Trường Đại học Khoa học Sài Gòn trước khi sang Mỹ học lớp diễn xuất và sau đó vào năm 1981 đã có lần đầu tiên trình diễn trên sân khấu hải ngoại. Trong sự nghiệp, Tuấn Anh đã cho ra mắt hơn 60 album, được cho là ca sĩ đắt show nhất và có cát xê cao ở thị trường băng nhạc của người Việt hải ngoại. Ngoài ra, ông cũng có vài lần về Việt Nam biểu diễn.

## Đầu đời và sang Mỹ
Tuấn Anh có tên thật là Nguyễn Tuấn Anh, sinh năm 1948 tại Sài Gòn. Tuấn Anh là con út trong gia đình có 12 anh chị em, xuất thân từ tầng lớp trí thức, ông bà ngoại từng là hiệu trưởng một trường trung học tại tỉnh Bến Tre trong khi mẹ ông cũng là một giáo viên. Dù sinh tại Sài Gòn, song Tuấn Anh nói giọng miền Bắc.
Tuấn Anh từng là sinh viên Trường Đại học Khoa học Sài Gòn và từng được định hướng nối nghiệp nhà giáo, song ông luôn mong muốn trở thành ca sĩ. Năm 1979, Tuấn Anh sang Hoa Kỳ. Ông theo học một trường đào tạo nghệ thuật biểu diễn ở tiểu bang Houston và Long Beach của Hoa Kỳ.

## Sự nghiệp
Năm 1981, Tuấn Anh có lần đầu tiên trình diễn trên sân khấu ca nhạc hải ngoại tại hộp đêm Maxim's ở Houston thuộc bang Texas, và trình diễn các ca khúc "Hello", "Beat It", "Billy Jean" và "Kiếp đam mê", được chủ nhân của hộp đêm này mời cộng tác và cùng năm ông cũng phát hành album đầu tiên có tên "Kiếp đam mê". Tên tuổi và giọng hát của Tuấn Anh trở nên nổi tiếng ở hải ngoại những năm 1980–1990. Ông thành danh với những nhạc phẩm như "Lạ lắm" hay "Trái tim ngục tù". Trong sự nghiệp của mình, Tuấn Anh đã ra mắt hơn 60 CD album ca nhạc. Tuy nhiên, ông không đầu quân cho bất kỳ một trung tâm âm nhạc nào mà tự lựa chọn và tự biên soạn các sản phẩm âm nhạc.
Tuấn Anh có phong cách trình diễn được cho là "lập dị" và gây ấn tượng đến khán giả. Ông được cho là chuộng phong cách nữ tính, trang điểm đậm như nghệ sĩ cải lương. Khi trình diễn, Tuấn Anh mặc quần áo bó sát người, được thiết kế độc quyền, cùng họa tiết sặc sỡ, nhiều màu, để tóc dài và móng tay dài nhưng đồng thời cũng để ria mép. Mặc dù có những ý kiến cho rằng phong cách của ông thể hiện "kẻ bệnh hoạn", song theo Tuấn Anh, đây là những điểm mới lạ để tạo điểm nhấn cho riêng mình. Có những người so sánh ông với hình ảnh ca sĩ Boy George, thậm chí có ý kiến cho rằng Tuấn Anh bắt chước phong cách của ca sĩ người Anh này.
Trong sự nghiệp của mình, Tuấn Anh từng đi lưu diễn tại nhiều quốc gia như Canada, Mỹ, Úc, châu Âu... Theo ca sĩ Quang Lê, Tuấn Anh là ca sĩ đắt show nhất và cát xê của ông hơn cả Bằng Kiều, Phi Nhung, Minh Tuyết... Ông từng về Việt Nam trình diễn vào năm 2013, 2015, 2024.

## Đời tư
Tuấn Anh đã có vợ, 9 người con (gồm 4 trai và 5 gái) và 27 người cháu. Vì phong cách trình diễn được cho là có phần "lập dị" của mình, vẻ ngoài nữ tính nên ông bị nghi ngờ về giới tính, thậm chí có ý kiến cho rằng ông thuộc cộng đồng LGBT. Tuy nhiên ngoài đời, ông ăn mặc nam tính và có phần chừng mực hơn.